# Canottaggio ai Giochi della XXXII Olimpiade - 2 senza femminile
Il 2 senza femminile dei Giochi della XXXII Olimpiade si è svolta tra il 24 e il 29 luglio 2021. Hanno partecipato 13 equipaggi.
La gara è stata vinta dall'equipaggio neozelandese composto da Grace Prendergast e Kerri Gowler.

## Formato
La competizione si è svolta su tre turni, in ognuno dei quali i primi tre classificati di ogni batteria avanzano al turno successivo. Gli equipaggi eliminati al primo turno competono in una batteria di ripescaggio, la quale qualifica altri tre equipaggi al secondo turno.
Gli equipaggi eliminati nelle semifinali hanno partecipato alla Finale B.

## Programma
| Data           | Ora (UTC+9) | Turno          |
| -------------- | ----------- | -------------- |
| 24 luglio 2021 | 09:20       | Batterie       |
| 25 luglio 2021 | 08:50       | Ripescaggi     |
| 28 luglio 2021 | 12:20       | Semifinale A/B |
| 29 luglio 2021 | 08:40       | Finale B       |
| 29 luglio 2021 | 09:30       | Finale A       |

## Risultati

### Batterie
| Pos. | Atleti                                  | Nazione     | Tempo   | Note  |
| ---- | --------------------------------------- | ----------- | ------- | ----- |
| 1    | Caileigh Filmer Hillary Janssens        | Canada      | 7:18.34 | S A/B |
| 2    | Adriana Ailincai Iuliana Buhus          | Romania     | 7:20.36 | S A/B |
| 3    | Kiri Tontodonati Aisha Rocek            | Italia      | 7:22.79 | S A/B |
| 4    | Megan Kalmoe Tracy Eisser               | Stati Uniti | 7:26.95 | R     |
| 5    | Maria Kyridou Ioanna Christina Bourmpou | Grecia      | 7:33.94 | R     |

| Pos. | Atleti                                | Nazione       | Tempo   | Note  |
| ---- | ------------------------------------- | ------------- | ------- | ----- |
| 3    | Jessica Morrison Annabelle McIntyre   | Australia     | 7:21.75 | S A/B |
| 1    | Vasilisa Stepanova Elena Orjabinskaja | ROC           | 7:23.39 | S A/B |
| 2    | Helen Glover Polly Swann              | Gran Bretagna | 7:23.98 | S A/B |
| 4    | Kaifeng Huang Jinchao Liu             | Cina          | 7:45.55 | R     |

| Pos. | Atleti                                    | Nazione       | Tempo   | Note  |
| ---- | ----------------------------------------- | ------------- | ------- | ----- |
| 1    | Grace Prendergast Kerri Gowler            | Nuova Zelanda | 7:19.08 | S A/B |
| 2    | Hedvig Laerke Rasmussen Fie Udby Erichsen | Danimarca     | 7:22.86 | S A/B |
| 3    | Aina Cid Virginia Diaz Rivas              | Spagna        | 7:23.14 | S A/B |
| 4    | Aileen Crowley Monika Dukarska            | Irlanda       | 7:24.71 | R     |

### Ripescaggio
| Pos. | Atleti                                  | Nazione     | Tempo   | Note |
| ---- | --------------------------------------- | ----------- | ------- | ---- |
| 1    | Maria Kyridou Ioanna Christina Bourmpou | Grecia      | 7:28.00 | Q    |
| 2    | Megan Kalmoe Tracy Eisser               | Stati Uniti | 7:31.99 | Q    |
| 3    | Aileen Crowley Monika Dukarska          | Irlanda     | 7:31.99 | Q    |
| 4    | Kaifeng Huang Jinchao Liu               | Cina        | 7:45.17 |      |

### Semifinali

#### Semifinale A/B 1
| Pos. | Atleti                                    | Nazione       | Tempo   | Note |
| ---- | ----------------------------------------- | ------------- | ------- | ---- |
| 1    | Maria Kyridou Ioanna Christina Bourmpou   | Grecia        | 6:48.70 | FA   |
| 2    | Helen Glover Polly Swann                  | Gran Bretagna | 6:49.39 | FA   |
| 3    | Caileigh Filmer Hillary Janssens          | Canada        | 6:49.46 | FA   |
| 4    | Jessica Morrison Annabelle McIntyre       | Australia     | 6:49.46 | FB   |
| 5    | Aileen Crowley Monika Dukarska            | Irlanda       | 7:06.07 | FB   |
| 6    | Hedvig Laerke Rasmussen Fie Udby Erichsen | Danimarca     | 7:08.44 | FB   |

#### Semifinale A/B 2
| Pos. | Atleti                                | Nazione       | Tempo      | Note |
| ---- | ------------------------------------- | ------------- | ---------- | ---- |
| 1    | Grace Prendergast Kerri Gowler        | Nuova Zelanda | 6:47.41 WB | FA   |
| 2    | Vasilisa Stepanova Elena Orjabinskaja | ROC           | 6:50.24    | FA   |
| 3    | Aina Cid Virginia Diaz Rivas          | Spagna        | 6:50.63    | FA   |
| 4    | Adriana Ailincai Iuliana Buhus        | Romania       | 6:58.55    | FB   |
| 5    | Megan Kalmoe Tracy Eisser             | Stati Uniti   | 7:02.52    | FB   |
| 6    | Kiri Tontodonati Aisha Rocek          | Italia        | 7:04.52    | FB   |

### Finali
| Pos. | Atleti                                    | Nazione     | Tempo   | Note |
| ---- | ----------------------------------------- | ----------- | ------- | ---- |
| 7    | Jessica Morrison Annabelle McIntyre       | Australia   | 6:56.46 |      |
| 8    | Hedvig Laerke Rasmussen Fie Udby Erichsen | Danimarca   | 6:59.48 |      |
| 9    | Adriana Ailincai Iuliana Buhus            | Romania     | 7:01.02 |      |
| 10   | Megan Kalmoe Tracy Eisser                 | Stati Uniti | 7:02.16 |      |
| 11   | Aileen Crowley Monika Dukarska            | Irlanda     | 7:02.22 |      |
| 12   | Kiri Tontodonati Aisha Rocek              | Italia      | 7:04.46 |      |

| Pos. | Atleti                                  | Nazione       | Tempo   | Note |
| ---- | --------------------------------------- | ------------- | ------- | ---- |
|      | Grace Prendergast Kerri Gowler          | Nuova Zelanda | 6:50.19 |      |
|      | Vasilisa Stepanova Elena Orjabinskaja   | ROC           | 6:51.45 |      |
|      | Caileigh Filmer Hillary Janssens        | Canada        | 6:52.10 |      |
| 4    | Helen Glover Polly Swann                | Gran Bretagna | 6:54.96 |      |
| 5    | Maria Kyridou Ioanna Christina Bourmpou | Grecia        | 6:57.11 |      |
| 6    | Aina Cid Virginia Diaz Rivas            | Spagna        | 7:00.05 |      |